# Cause juste et suffisante
La notion de cause juste et suffisante est un concept-clé en droit du travail québécois qui permet de déterminer si une mesure prise à l'encontre d'un salarié (par ex. un congédiement ou une suspension) a été faite pour des raisons appropriées. 

## Code du travail
En matière de congédiement individuel d'un travailleur syndiqué qui exerce sa liberté d'association, la notion est contenue à l'article 17 du Code du travail : 

« S’il est établi à la satisfaction du Tribunal que le salarié exerce un droit qui lui résulte du présent code, il y a présomption simple en sa faveur que la sanction lui a été imposée ou que la mesure a été prise contre lui à cause de l’exercice de ce droit et il incombe à l’employeur de prouver qu’il a pris cette sanction ou mesure à l’égard du salarié pour une autre cause juste et suffisante. »

En matière de mesures prises contre des salariés qui exercent leur liberté d'association dans le contexte plus large des activités collectives de l'association, la notion est également présente à l'article 14 du Code du travail : 

« 14. Aucun employeur, ni aucune personne agissant pour un employeur ou une association d’employeurs ne doit refuser d’employer une personne à cause de l’exercice par cette personne d’un droit qui lui résulte du présent code, ni chercher par intimidation, mesures discriminatoires ou de représailles, menace de renvoi ou autre menace, ou par l’imposition d’une sanction ou par quelque autre moyen à contraindre un salarié à s’abstenir ou à cesser d’exercer un droit qui lui résulte du présent code.
Le présent article n’a pas pour effet d’empêcher un employeur de suspendre, congédier ou déplacer un salarié pour une cause juste et suffisante dont la preuve lui incombe. »

Un arrêt de principe concernant la notion de cause juste et suffisante est l'arrêt Lafrance et autres c. Commercial Photo Service Inc rendu par la Cour suprême du Canada en 1980. Cet arrêt a établi qu'une grève illégale par un groupe de syndiqués est une cause juste et suffisante pour un congédiement en application de l'article 14 du Code du travail (autrefois l'article 13). 

## Loi sur les normes du travail
Le congédiement de cause juste et suffisante est  présent dans la Loi sur les normes du travail, notamment aux articles 124 et suivants qui traitent des recours à l'encontre d'un congédiement d'un salarié sans une cause juste et suffisante.
Il ne faut pas confondre le recours de l'art. 124 LNT avec celui des articles 15 et 16 C.t., qui sont l'équivalent du  recours en pratique interdite des articles 122 et 123 LNT. Dans les articles 15 et 16 C.t., il s'agit d'une mesure à l'encontre de quelqu'un qui exerce sa liberté d'association en vertu du Code du travail. 
Le recours général de l'art. 124 LNT pour congédiement sans cause juste et suffisante n'existe pas dans le Code du travail.